# 松島屋 (歌舞伎)
松島屋（まつしまや）は、歌舞伎役者の屋号。
初代片岡市蔵が七代目片岡仁左衛門の門弟となり片岡姓を名乗った際、宗家をはばかってその屋号「松嶋屋」の一字を替えたもの。
松島屋の代表的な名跡には以下のものがある。なお参考までに定紋も併せて記した。
| 屋号              | 名跡                         | 定紋                  | 定紋 |
| ----------------- | ---------------------------- | --------------------- | ---- |
| まつしまや 松島屋 | かたおか いちぞう 片岡市蔵   | いちょうのまる 銀杏丸 |      |
| まつしまや 松島屋 | かたおか かめぞう 片岡亀蔵   | いちょうのまる 銀杏丸 |      |
| まつしまや 松島屋 | かたおか じゅうぞう 片岡十蔵 | いちょうのまる 銀杏丸 |      |